# 이너외스터라이히

18세기 말 합스부르크 이너외스터라이히 지방의 지도::
슈타이어마르크 공국
케른텐 공국
두이노와 이스트리아 변경백국의 카르니올라 공국
고리치아 그라디스카 후백국
트리에스테 제국령 도시

이너외스터라이히(독일어: Innerösterreich) 또는 내오스트리아는 14세기 후반부터 17세기 초반까지 제머링 고개 남쪽의 합스부르크 가계의 영토에 사용된 용어로, 카린티아 스티리아의 제국령 공국들(스티리아, 카린티아, 그리고 카르니올라)과 오스트리아 연안의 땅을 지칭한다. 이너외스터라이히 대공과 시민의 거주지는 그라츠의 브루크성에 있었다.

## 지리
이너외스터라이히 영토는 북부 스티리아 지방과 북부 스티리아 지방의 산지 분할로 카르니올라까지 뻗어 있으며, 이곳에서 하부 및 화이트 카르니올라의 땅(구 Windic March)은 크로아티아 합스부르크 왕국과 접해 있다. 서쪽으로는 카린트 제도의 땅이 잘츠부르크 대주교 교구와 합스부르크 티롤 백국까지 뻗어 있었고, 동쪽으로는 무어강(무르강)이 헝가리 왕국과 국경을 이루고 있었다.
남쪽으로는 1500년에 합스부르크 가문으로 넘어간 괴르츠 백국과 베니스의 도미니 디 테라페르마에 접한 두이노(티바인)가 경계를 이루고 있었다. 아드리아해 연안에 있는 제국령 자유 도시 트리에스테는 파진 주변의 이스트리엔 변경과 리부르니아의 리예카 자유항(이후 피우메의 일부)에서 여러 작은 땅들과 연결되어 있었다.

## 역사
스티리아 땅은 이미 1192년 이래 오스트리아의 바벤베르크 공작에 의해 개인적 연합으로 통치되었으며, 1278년 마르크펠트 전투에서 승리한 독일의 합스부르크 왕 루돌프 1세에 의해 마침내 오스트리아 땅과 함께 탈취되었다. 1335년에 루돌프의 손자인 오스트리아의 알베르 2세 공작도 바이에른 황제 루이의 손에 인접한 카르니올라 행진을 통해 카린트 공국을 제국 영지로 받아들였다.
1365년 알베르의 아들 오스트리아의 루돌프 4세 공작이 26세의 나이로 갑자기 사망하자 황제 카를 4세는 그의 동생 알베르 3세에게 피그테일과 레오폴드 3세를 봉헌했지만, 합스부르크 유산을 놓고 다투기 시작했다. 1379년 노이베르그 조약에 의해 그들은 마침내 후기 루돌프의 영토를 분할했다: 장로 알베르티누스 가계는 오스트리아 대공국 (당시 때때로 "하부 오스트리아"(Niederösterreich, 니더외스터라이히)으로 불렸지만, 현대의 하부 오스트리아와 대부분의 상부 오스트리아로 구성됨 )에서 통치할 것이다. 젊은 레오폴트 계열의 스티리아, 카린티아와 카르니올라 공국을 다스린 후 “이너외스터라이히”라는 명칭으로 통합했다. 그 당시 그들의 몫은 또한 티롤과 포르더외스터라이히(외오스트리아)라고 불리는 슈바벤의 원래 합스부르크 소유로 구성되었다. 둘 다 그 맥락에서 "상부 오스트리아"(Oberösterreich, 오버외스터라이히)로 통칭되며, 해당 이름의 현대 국가와 혼동될 수 있다.
레오폴드 3세는 1386년 구스위스 연방이 저항한 젬파흐 전투에서 전사했고, 레오폴드의 유산은 1395년 삼촌 알베르 3세가 사망하자 오스트리아 대공국에 대한 소유권을 주장했던 장남인 예절공 빌헬름에게 넘어갔다. 알버트의 외아들이자 후계자인 알베르 4세 공작과 더불어 양측은 노이베르그 사단을 유지하는 동시에 합스부르크 땅에 대한 공동 통치를 주장하는 데 합의했다. 따라서 1404년부터 빌헬름은 그의 조카 알베르 5세의 오스트리아 섭정으로 활동했다. 티롤 백국과 포르더외스터라이히 영토는 빌헬름의 동생인 뚱보공 레오폴드 4세 공작에게 넘어갔다. 1406년 빌헬름 공작이 자손도 못 남기고 죽자 레오폴트 가계는 그의 동생들 사이에서 더욱 분할되었다. 레오폴드 4세가 오스트리아의 섭정을 맡는 동안 이너외스터라이히의 영토는 에른스트 강철공에게 넘어갔고, 티롤 백국과 포르더외스터라이히는 막내 동생 빈털털이공 프리드리히에게 넘어갔다.
1457년 레오폴트 가계는 에른스트의 아들 이너외스터라이히의 프리드리히 5세 공작이 자식을 남기지 못하고 사망한 알베르틴의 사촌 라디슬라우스의 뒤를 이어 오스트리아 대공국에 대한 통치를 다시 맡을 수 있었다. 1490년에는 프리드리히의 아들 막시밀리안 1세에게 유리하게 오스트리아의 지기스문트 대공과 티롤이 사임하면서 모든 합스부르크 가계가 재통일 되었다. 1512년에 합스부르크 영토는 오스트리아 제국 서클에 편입되었다.
그러나 왕조는 1564년 합스부르크의 페르디난트 1세 황제 사망한 이후 자녀들 사이에서 다시 분열되었다. 그의 어린 아들인 대공 카를 2세에 의해 설립된 이너외스터라이히 가계 아래, 그 땅은 예수회가 큰 결의를 다지고 수행한 반종교개혁의 중심지가 되었다. 카를의 아들이자 이너외스터라이히의 섭정인 후계자인 페르디난트 2세 대공이 1617년 보헤미아 왕, 1618년 헝가리 왕으로 즉위하고 마침내 사촌 마티아스의 뒤를 이어 오스트리아 대공국(페르디난드로 3세) 신성로마제국 황제로서 1619년에. 절대주의와 반종교개혁주의 이너외스터라이히 정책을 보헤미아 왕조로 옮기려는 그의 의도는 30년 전쟁을 촉발했다.
페르디난트의 남동생인 레오폴트 5세 대공의 오스트리아/티롤 가계는 1665년 그의 아들 지기스문트 프란츠가 사망할 때까지 존속했으며, 그 후 모든 영토는 궁극적으로 다른 오스트리아 합스부르크 땅과의 공동 통제로 돌아갔다. 이너외스터라이히의 정치 행정은 1763년 그라츠에서 중앙 집중화되었다. 이너외스터라이히 스타트허우더는 18세기에 마리아 테레지아 황후 시대까지 계속 통치했다.

## 같이 보기
- 포르더외스터라이히